# Корова (фильм)
«Корова» (перс. گاو‎) — фильм, снятый в 1969 году.

## Сюжет
Бездетный Машт Хассан — владелец единственной в деревне коровы.
Однажды он отлучается на день из деревни. В это время корова подыхает. Чтобы смягчить удар, односельчане закапывают корову в старом колодце и решают сказать Хассану, что корова сбежала.
По возвращении Хассан никак не может поверить в побег любимицы. На следующий день он сходит с ума и начинает себя считать коровой, прячась в хлеву и поедая сено.
Через несколько дней односельчане решают насильно отвести его в больницу в город. Хассан вырывается от сопровождающих и погибает, сорвавшись с обрыва.

## Реакция
Сообщается, что фильм вызвал восхищение аятоллы Хомейни и повлиял на его решение не запрещать кино полностью после Иранской революции.